# Neot Chovav

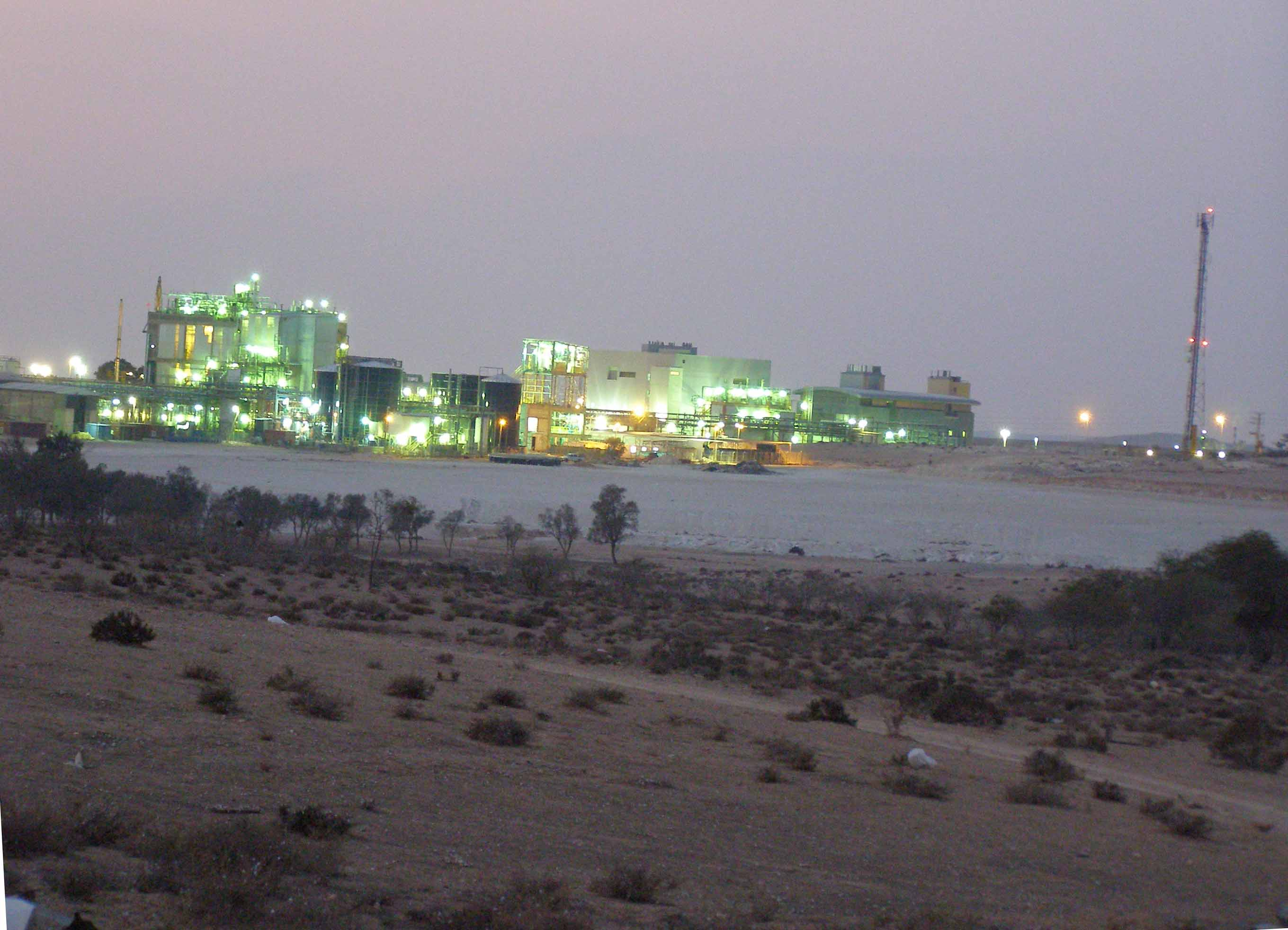
Nächtlich erleuchtetes Chemiewerk in Ramat Chovav

Neʾot Chovav (hebräisch נְאוֹת חוֹבָב Nəʾōt Chōvav, früherer Name Ramat Chovav / רָמַת חוֹבָב, in Sprachen ohne den Laut ch (IPA χ): auch „… Hovav“) ist ein Industriegebiet in Israel, das etwa 13 Kilometer südlich von Beʾer Scheva gelegen ist. Es zählt zu den bedeutendsten Industriegebieten in Israel und ist hauptsächlich auf die chemische Schwerindustrie spezialisiert. Das Gebiet wurde in den 1970er Jahren gegründet, Baubeginn war 1975.
Obwohl das Industriegebiet politisch unabhängig ist, gehört es keiner anderen Gebietskörperschaft an („Industrial Council“). Es ist somit ein Sonderfall, der nur noch für das Tefen-Industriegebiet in Nordisrael gilt. Diese Tatsache wird oft kritisiert, da die Unternehmen die einzigen „Steuerbürger“ dieser politischen Einheit sind, die keine Ausgaben für die kommunale Daseinsvorsorge an Menschen zu bestreiten hat.
Das Industriegebiet ist für viele Umweltprobleme verantwortlich, die in den letzten Jahren jedoch allmählich behandelt werden. Diese Umweltprobleme haben oft Proteste von Umweltorganisationen und Bürgern aus benachbarten Gebietskörperschaften hervorgerufen, weshalb der Umweltkonflikt als einer der schärfsten in Israel gilt.
Ramat Chovav ist seit 2004 durch eine Industriebahn an die Bahnstrecke Naharija–Be’er Sheva angebunden, die auf der Trasse der in diesem Bereich 1917 stillgelegten osmanischen Militärbahn Masʿūdiyya–Sinai verlegt wurde.

## Wirtschaft
Chemische Industrie:
- Teva Pharmaceutical Industries
- Makteschim Agan